# John Locke (personaggio)
(John Locke, Esodo, seconda parte)
John Locke è un personaggio della serie televisiva Lost, interpretato da Terry O'Quinn.
Deve il suo nome al filosofo britannico John Locke; anche il suo pseudonimo, Jeremy Bentham, è il nome di un noto filosofo.

## Prima dello schianto

### Infanzia
La vita di John Locke è molto travagliata.
Viene concepito da una ragazza e da un uomo molto più grande di lei, con il quale la donna ha una relazione clandestina. La decisione di darlo in adozione, una volta nato, è immediata. Così, già dall'inizio John risulta essere rifiutato dal mondo.
In un flashback, si scopre che Locke e sua sorella sono stati cresciuti da una madre adottiva. La sorellina però morì a soli sei anni e la madre adottiva cadde in depressione. Un giorno arrivò a casa un cane, che decisero di tenere. Il fatto che questo cane dormisse nel letto della sorellina morta, spinse la madre a credere che ne fosse la reincarnazione. Locke invece pensava che fosse una sciocchezza.
In seguito si scopre che aveva anche un fratello ma non è ancora chiaro se fosse un fratello biologico o un fratellastro.

### Il padre di Locke
I flashback abbastanza frequenti in Deus ex machina mostrano un giovane Locke, con tanto di capelli in testa, lavorare in un grande magazzino. La sua vera madre, Emily Annabeth Locke (Swoosie Kurtz) fa un'improvvisa comparsa, affermando che la sua nascita era parte di un disegno più grande e che la sua fosse stata un'immacolata concezione. Dopo questo incontro Locke assume un investigatore privato per rintracciare il suo padre biologico, che si rivela essere il ricco Anthony Cooper (Kevin Tighe). Cooper sembra voler prendere sotto la sua ala il figlio ritrovato ma in realtà sta preparandosi a truffare Locke affinché gli doni un rene, del quale Cooper ha un assoluto bisogno. Una volta eseguita l'operazione, Cooper lascia l'ospedale e ordina alle sue guardie di non lasciar più entrare Locke a casa sua. Quando Locke scopre di essere stato manipolato rimane sconvolto.
In seguito al tradimento di suo padre Locke diventa una persona piena di rabbia e amarezza, al punto di frequentare un gruppo di sostegno sull'ira.
Ogni giorno, di prima mattina, Locke attende nella sua macchina fuori da casa del padre nella speranza di potergli chiedere come avesse potuto fare una cosa del genere a suo figlio; quando finalmente i due s'incontrano, Cooper ancora una volta sconvolge Locke dicendogli di farsene una ragione e di lasciarlo in pace.

### Helen
Locke inizia una relazione con una donna di nome Helen (Katey Sagal), conosciuta al gruppo di sostegno che frequenta, che riesce a convincerlo di smettere di recarsi tutti i giorni davanti alla casa del padre.
Locke ed Helen alla fine vanno a convivere e Locke vuole chiederle di sposarlo. Tra gli annunci funerari Helen scopre che Anthony è morto. Locke ed Helen sono gli unici presenti al funerale e, durante la cerimonia, Locke vede due personaggi misteriosi vicino a un'altra tomba e un'auto che parte dopo che Locke dice di aver perdonato il padre. Dopo che Locke, che ora lavora per un'agenzia immobiliare, lascia la casa nella quale ha appena fatto un sopralluogo ricompare la stessa auto del funerale. Quando Locke si avvicina scopre che nell'auto c'è il padre, vivo e vegeto. Anthony rivela di aver finto di essere morto a causa dei suoi problemi con i due uomini che Locke ha visto al funerale: li ha raggirati facendosi consegnare 700000 $. Il denaro ora si trova in un deposito sicuro (il numero del deposito è 15.16, due dei numeri), ma non vuole rischiare andando di persona a prenderli, chiede quindi a Locke di recuperare i soldi al suo posto, promettendogli 200000 $ e, alla fine, Locke accetta. Dopo aver recuperato il denaro i due uomini fanno la loro comparsa a casa di Locke, chiedendogli se Anthony è ancora vivo e cosa sa dei soldi; quando i due se ne vanno anche Helen gli chiede se Anthony è effettivamente vivo o no, ma Locke nega.
Più tardi Locke si reca in un hotel dove dà ad Anthony i soldi rifiutando la sua parte, avendo accettato di recuperare il denaro solo per fargli un favore; Anthony apre la porta per andarsene ed ecco apparire Helen, che aveva seguito Locke. Alla vista dell'uomo e del denaro corre via, furiosa per le menzogne di Locke che ha preferito un padre disonesto a lei. Locke la implora di rimanere, chiedendole di sposarla ma la risposta che ottiene è negativa.

### La comune
Dopo un imprecisato periodo Locke entra in una comune che coltiva segretamente marijuana, dove viene trattato così bene che ne considera i membri la sua nuova famiglia. Un giorno Locke dà un passaggio a un autostoppista di nome Eddie (Justin Chatwin), che decide a sua volta di unirsi alla comune, ma dopo sei settimane non gli è ancora stato detto della marijuana. Eddie, arrabbiato a causa dei segreti che non gli vogliono rivelare, chiede a Locke di convincere Mike e Jan, che conducono la comune, di lasciarlo entrare nella serra e renderlo partecipe delle attività che vi si svolgono. Mike e Jan tuttavia scoprono che è un poliziotto sotto copertura che sta raccogliendo prove sulle attività illegali della comune. I due accusano Locke di averli messi nei guai e si preparano alla fuga, ma Locke promette di risolvere di persona la questione: porta Eddie con sé a caccia ma rivolge il fucile contro di lui facendogli rivelare di essere un poliziotto e che Locke era stato scelto appositamente a causa del suo passato, che lo rendeva adatto a essere manipolato. Eddie si allontana sapendo che Locke non gli avrebbe sparato perché è una brava persona, Locke tenta di premere il grilletto ma non riesce.

### La paralisi
Dopo essere stato raggirato dal padre, aver perso la donna che amava e la cosa che più assomigliava a una famiglia Locke cade in depressione.

Un giorno viene avvicinato da Peter Talbot, la cui madre sta per sposarsi con Antony Cooper. Locke sapendo che si tratta di un altro trucco del padre per imbrogliare il prossimo gli ordina di lasciare in pace la donna o le dirà tutto e il padre all'inizio accetta. In seguito Locke scopre che il figlio della donna è stato ucciso, suo padre afferma di essere totalmente estraneo all'assassinio e che la signora Talbot è così sconvolta da avere annullato il matrimonio.

Quando Locke chiede di poter chiamare la donna per verificare il padre gli indica il telefono, ma appena solleva la cornetta il padre lo spinge contro la finestra facendolo cadere dall'ottavo piano; la caduta paralizza Locke dalla vita in giù costringendolo sulla sedia a rotelle. Viene avvicinato da Jacob subito dopo la caduta, il quale sembrerebbe risvegliarlo.

### Prima del volo
Prima del volo, John Locke conduce un'esistenza solitaria come sotto dirigente in una compagnia che produce scatole di proprietà di Hurley, a Tustin, California, dove viene quotidianamente deriso da un suo superiore più giovane di lui per l'interesse che nutre nei giochi di guerra ed esperienze estreme di sopravvivenza.
Locke è ormai paraplegico da 4 anni, dopo che il padre ha tentato di ucciderlo scaraventandolo giù da un palazzo per impedirgli di intralciarlo nella sua ultima truffa, così decide di andare in Australia nella speranza di realizzare il suo sogno di prendere parte a una gita “estrema”. La sera prima della partenza parla al telefono con una ragazza, cui si rivolge chiamandola Helen (lo stesso nome della sua ex) e la implora di andare con lui, ma lei declina l'invito dicendo che sta spendendo un sacco di tempo e soldi parlandole su una linea tipo 899 e gli chiede di non chiamarla più. Locke arriva finalmente in Australia ma quando si scopre che è disabile gli viene impedito di salire sul pullman ed è quindi costretto a tornare negli Stati Uniti sul volo della Oceanic. All'aeroporto Rose fa cadere sul pavimento le sue pastiglie mentre Locke sta passando con la sedia a rotelle lì davanti, lui gliele porge ed è così che Rose è l'unica dei passeggeri a conoscere le sue condizioni prima di arrivare sull'isola.

## Dopo lo schianto

### Prima stagione
Dopo lo schianto Locke recupera miracolosamente l'uso delle gambe, e il "miracolo" gli dà modo di dimostrare le sue abilità: oltre a eccellere nella caccia e nel seguire tracce è anche un carpentiere, ingegnere e sa utilizzare le armi da fuoco. Sono in molti sull'isola a trattarlo come una specie di capo spirituale.
Locke è il più anziano dei personaggi principali e sembra avere uno strano legame con l'isola, alla quale attribuisce poteri mistici; è inoltre il primo dei sopravvissuti a sopravvivere a un incontro diretto con il mostro.
Per lungo tempo tiene segrete le sue scoperte a tutti tranne Boone, con il quale spesso esplora l'isola e che diventa una specie di suo seguace. Durante una di queste spedizioni i due s'imbattono in una botola di metallo con una finestra di vetro che in nessun modo riescono a forzare o rompere. In uno dei tentativi di aprire la botola, costruiscono un trabucco artigianale che si rompe, e una scheggia penetra in una gamba di Locke senza però provocargli dolore; quella sera Locke prova a toccarsi un piede con un tizzone ardente ma, di nuovo, non sente niente.
Una specie di visione conduce i due a un Beechcraft, un piccolo aereo incastrato da molto tempo tra gli alberi. Boone si arrampica ed entra nell'aereo che però precipita al suolo procurandogli lesioni mortali. Inizialmente Locke mente su come Boone è rimasto ferito e sia Jack che la sorellastra Shannon lo ritengono responsabile della morte di Boone. Shannon chiede a Sayid se sia stato effettivamente Locke ma, quando egli le dice che non crede che sia colpa sua, la ragazza prende una pistola e la punta contro Locke. Sayid la atterra appena in tempo e Locke viene solo sfiorato dal proiettile.
Anche se è legato principalmente a Boone, Locke fa ben presto amicizia con Walt Lloyd, insegnandogli a giocare a backgammon e a lanciare il coltello.
È Locke a motivare Jack, spingendolo a guidare gli altri quando sta combattendo con lo spettro di suo padre ed è sempre lui ad aiutare Charlie a uscire dalla dipendenza dall'eroina e a costruire la culla per il figlio di Claire. Tra lui e Sayid c'è un mutuo rispetto mentre gli altri sopravvissuti restano guardinghi con Locke, in parte a causa dei suoi misteriosi andirivieni dalla giungla ma anche a causa alla sua collezione di coltelli da caccia che aveva portato con sé con l'intenzione di usarli in Australia.
In Il bene superiore, dopo aver mostrato a Sayid la posizione del Beechcraft, Locke gli confessa di essere stato lui a sabotare il tentativo di trovare la fonte della trasmissione radio e a colpirlo. Nell'episodio In fuga, Locke chiede a Sayid di portare Jack alla botola senza rivelargli della scoperta, in modo che abbia "la mente aperta". Quando Jack gli chiede perché non gli abbia detto niente per tre settimane, Locke semplicemente gli risponde: "Da quando ti devo rendere conto?"
In Esodo, con l'aiuto di Jack, Kate e Hurley, Locke riesce finalmente a far saltare la botola con la dinamite recuperata alla Roccia Nera, una vecchia nave nel mezzo della foresta.

### Seconda stagione
(John Locke a Desmond Hume)
Dopo aver aperto la botola Locke e Kate tentano di calarsi all'interno utilizzando un cavo; inizialmente si cala Kate, che viene catturata da Desmond. Locke entra da solo nel bunker e incontra Desmond che gli chiede "Sei tu lui?". Locke risponde affermativamente ma non sa rispondere all'indovinello: "Che disse il pupazzo di neve all'altro pupazzo di neve?". Desmond allora lo tiene sotto tiro costringendolo a digitare alcuni numeri in un computer. A questo punto scende anche Jack, e i tre riescono a far capire a Desmond che vengono in pace. Desmond scappa via e lascia ai tre un'unica raccomandazione: bisogna digitare alcuni numeri sul computer, o il mondo finirà. Locke inizia perciò a organizzare dei turni per digitare i numeri, sotto la sguardo incredulo di Jack, che invece creda sia solo una delle prove psicologiche del Progetto DHARMA.
Locke incontra Mr. Eko in Ritrovarsi e proietta il filmato di orientamento del Progetto DHARMA per Eko e Michael in Storia di Kate, dopodiché Eko gli mostra il libro della Bibbia che in realtà contiene un frammento mancante del filmato che Locke ricongiunge a quello trovato nel bunker.
Locke insegna a Michael l'utilizzo delle armi da fuoco ne Il salmo 23 e in Linea di confine Locke viene colpito con il calcio di un fucile da Michael, che lo chiude nella stanza blindata con Jack. Locke e Jack vengono liberati poco dopo da Sawyer e Kate. I tre uomini si armano e partono alla ricerca di Michael e verranno seguiti di nascosto da Kate. Durante la ricerca incontrano gli Altri, che minacciano di uccidere Kate se non abbandoneranno le armi e non torneranno subito al loro campo.
In Fuoco e acqua, Locke scopre Charlie con le statuette della Vergine Maria contenenti eroina e gliele confisca tutte. Diventa più protettivo nei confronti di Claire spostando la tenda più vicina alla sua e quando Charlie rapisce Aaron, Locke lo prende a pugni in faccia sulla spiaggia.
In Il lupo, Locke chiude le statuette della Madonna nella stanza blindata perché, come dice a Jack, l'eroina in esse contenuta potrebbe essere utile al posto della morfina o come sedativo. Gli dice anche che non vuole rompere le statuette per estrarne il contenuto perché è superstizioso. Quando Locke viene ingannato da Sawyer, sposta le armi e l'eroina in un nuovo nascondiglio.
In Uno degli altri, Sayid convince Locke a cambiare la combinazione della stanza blindata per poter interrogare indisturbato Henry Gale. Tuttavia, Jack, non appena capisce cosa sta succedendo all'interno della stanza, cerca di farsi dare la combinazione da Locke, il quale però rifiuta. Allora Jack immobilizza Locke mentre il countdown è prossimo alla fine; Locke cederà e si convincerà ad assecondare la richiesta di Jack, precipitandosi poi ad inserire i numeri. Prima che riesca a inserirli correttamente il countdown arriva però a 0: mentre Locke continua a schiacciare il tasto "execute" le tessere del pannello iniziano a girare fermandosi su una serie di simboli rossi e neri simili a dei geroglifici, prima di ritornare al valore di 108 minuti.
In Chiusura, Locke rimane bloccato sotto una delle porte blindate di emergenza che isolano le aree del bunker, discese all'improvviso, ma verrà aiutato da Henry, che in cambio vuole la promessa di John di proteggerlo dai suoi amici. Inoltre, impossibilitato al movimento, sarà costretto a istruire Henry su come inserire i numeri. Mentre è bloccato Locke vede, alla luce di una lampada ultravioletta, un disegno prima invisibile dipinto sul pannello, il quale sembra raffigurare grossolanamente la struttura delle varie stazioni dell'isola.
Successivamente, Jack in Dave gli diagnostica una frattura guaribile in qualche settimana obbligandolo a usare delle stampelle. Locke inizia a non avere più fede nell'isola e nel bunker quando "Henry", che nel frattempo si è rivelato essere uno degli Altri, gli dice che mentre Locke era bloccato non ha mai inserito i numeri e che dopo aver visto comparire dei geroglifici il contatore è ritornato a segnare 108.

Henry Gale cerca di dividere Jack e Locke provocando quest'ultimo in diverse occasioni, lasciandogli intendere che sia il dottore a comandare e lui un semplice esecutore di ordini.
La fede di Locke tuttavia torna a manifestarsi quando Rose gli ricorda che l'arrivo sull'isola l'ha guarito e che quindi la ferita impiegherà ben poco a rimarginarsi, al contrario di quanto afferma Jack.
In ?, Mr. Eko va in cerca di Henry e chiede a Locke di aiutarlo. In realtà lo scopo di Eko è quello di trovare il punto interrogativo, come suggeritogli da Ana Lucia in un sogno. Quando Locke si accorge che la direzione che stanno seguendo non è quella prevista e chiede spiegazioni ad Eko, quest'ultimo lo colpisce facendolo svenire. Al suo risveglio, Eko gli chiede che in realtà vuole sapere del "?", e Locke mostra ad Eko la mappa disegnata sulla base del disegno apparso sul pannello. Vedendo il "?" nel centro, Eko si dirige verso di esso seguito da Locke, arrivando fino al luogo dove si trova il Beechcraft.
Durante la notte Locke sogna Eko e suo fratello Yemi e racconta il sogno al nigeriano. Eko, sulla base del racconto, l'uomo scala l'altura dove una volta era appoggiato l'aereo. La visione della radura dall'alto mostra un gigantesco punto interrogativo. Un'analisi del suolo mostra che è stato sparso del sale per non consentire all'erba di crescere in quell'area e, sotto un sottile strato di terra, i due scoprono una botola.
All'interno della stazione, il cui nome è Perla, si trovano numerosi monitor, uno di questi si rivela essere collegato ad una telecamera del Cigno. Eko trova il filmato di orientamento della stazione che spiega che la Perla è una stazione di osservazione, dove il compito dei due ricercatori del Progetto DHARMA sarà appunto quello di osservare un esperimento psicologico dove i soggetti sono ignari di essere controllati e svolgono un compito assolutamente inutile ma che loro credono essere importante. Locke è sconvolto da questa rivelazione, avendo creduto di svolgere un compito vitale che invece non ha alcun significato, nonostante Eko affermi il contrario. Eko decide quindi di continuare a premere il pulsante del Cigno al posto di Locke.
In Tre minuti, Locke abbandona le stampelle e inizia a camminare senza, anche se zoppica ancora leggermente.
In Si vive insieme, si muore soli, Locke discute con Eko nella stazione Cigno e cerca di convincerlo che tutta la faccenda del premere il pulsante non è altro che un inutile test e tenta di distruggere il computer con il bastone di Eko. Quest'ultimo però lo ferma e lo caccia fuori dalla stazione. Locke cerca quindi l'aiuto di Desmond e gli racconta cosa ha visto all'interno della Perla. Desmond decide quindi di aiutare Locke e cortocircuita il sistema di sicurezza del Cigno chiudendo Eko fuori dalla stanza del computer. Mentre Eko, aiutato da Charlie, cerca invano di far saltare la porta con la dinamite, Desmond racconta a Locke cosa gli aveva detto Kelvin a proposito del pulsante (ovvero che veniva utilizzato per scaricare il campo elettromagnetico oltre il muro). Nonostante Desmond scopra che il mancato inserimento del codice da parte sua il 22 settembre 2004 potrebbe aver causato la caduta del volo 815 della Oceanic, Locke è convinto di quel che fa al punto da distruggere il computer quando Desmond prova a premere il pulsante. A questo punto Desmond decide che è tempo di restituire il favore a Locke: era stato lui a ridargli la speranza quando voleva farla finita. Aprendo una botola Desmond si cala nel vano che racchiude il meccanismo di sicurezza della stazione e lo aziona arrestando la tempesta elettromagnetica ma causando l'implosione del Cigno.

### Terza stagione
In Ulteriori istruzioni, Locke si sveglia nella giungla il giorno dopo l'evento che ha portato alla distruzione del Cigno, ma non riesce a parlare. Intravede Desmond correre nella foresta e all'improvviso il bastone di Eko gli cade addosso. Lo afferra e si dirige al campo, dove inizia a costruire una capanna sudatoria nel mezzo di quella che doveva essere la chiesa di Mr. Eko e Charlie. A quest'ultimo spiega a gesti che deve parlare con l'isola e che ha bisogno che lui rimanga a guardia.
All'interno Locke utilizza un impasto allucinogeno simile a quello che aveva spalmato sulla ferita a Boone. Davanti a un Locke stupito compare lo stesso Boone; Locke prova a scusarsi ma non riesce a parlare né a muovere le gambe. Boone lo mette su una sedia a rotelle e lo porta in giro per l'aeroporto internazionale di Sydney dicendogli che deve aiutare qualcuno che conosce. Nella visione, tutti coloro che Locke ha conosciuto sull'isola hanno un ruolo nell'aeroporto (Desmond è un pilota, Hurley controlla i biglietti e inserisce i numeri in un computer, ecc.), ma nessuno di questi è la persona che deve aiutare. Boone scarta Sun, Jin, Sayid, Hurley e Desmond. Quando Locke indica Charlie e Claire (con Aaron) Boone gli dice che staranno bene... per un po'. Boone porta Locke verso Kate, Sawyer e Jack dicendogli che deve salvarli ma che per ora non può fare nulla. Alla fine Locke è costretto a trascinarsi su per una scala, dove trova il bastone di Eko e un Boone coperto di sangue gli dice che deve fare chiarezza con sé stesso. Locke esce dal suo stato di allucinazione e balza fuori dalla capanna, avendo visto un orso polare comparire all'improvviso. Tornato in possesso della parola dice a Charlie che deve salvare la vita di Eko.
Locke e Charlie camminano nella giungla, anche se Locke vuole salvare Eko da solo. I due trovano pelo di un orso polare e il crocifisso di Eko, portando Locke a pensare che un orso polare abbia trovato Eko svenuto e l'abbia trascinato nella sua tana. Un orso polare li carica ma i due riescono a scappare, per trovarsi infine dove una volta era la botola, dove tutto ciò che rimane è un cratere di grandi dimensioni. I due incappano in Hurley che racconta loro del rapimento dei compagni da parte degli Altri. Dopo un po' i due si trovano davanti ad una caverna, Locke intende entrare da solo perché si sente in colpa: se solo gli avesse creduto sulla faccenda del pulsante Eko non sarebbe in pericolo. Nella caverna ci sono numerosi scheletri con abiti riportanti il logo del Progetto DHARMA e, più in profondità, anche Eko, ferito ma vivo. Un orso afferra Locke ma con una torcia e della lacca crea una palla di fuoco ferendo l'orso e riuscendo a scappare.
Mentre scappano Eko riprende coscienza, Locke che si scusa con lui per l'accaduto e l'uomo risponde che Locke può ancora sistemare tutto. Charlie non ha sentito niente e si accorge che in realtà Eko non è cosciente.
Quando ritornano al campo, Locke dice agli altri che salverà i compagni rapiti. La prima parte del suo piano inizia in Il prezzo della vita, con la decisione di visitare la Perla alla ricerca di un modo per comunicare con gli Altri. Diversamente da come era solito fare Jack, l'uomo invita chi vuole farlo ad unirsi a lui, cosa che fanno Sayid, Desmond, Nikki e Paulo. Il gruppo dovrà anche cercare Eko che nel frattempo si è allontanato, non visto, in stato delirante.
Locke trova Eko nei pressi di un ruscello dove i due si confrontano su ciò che hanno visto quando hanno incontrato il mostro. Locke rivela di aver visto una brillante luce bianca, cosa che non è successa ad Eko.
Quando i membri del gruppo entrano nella stazione Perla trovano numerosi monitor. Accendendo uno di essi vedono un uomo con un occhio bendato guardare nella telecamera prima di spegnerla; si tratterà (come solo in seguito si scoprirà) di Mikhail Bakunin all'interno della stazione Fiamma.
Quando viene udito il mostro all'esterno tutti corrono a soccorrere Eko; l'uomo ha ferite mortali e riesce solo a sussurrare nell'orecchio di Locke “Voi sarete i prossimi”.
In Lo voglio, Locke afferma che Eko è morto per una ragione che è ancora sconosciuta. Più tardi si occupa della sua sepoltura assieme a Sayid, e mentre gli dà l'addio nota il bastone di Eko su cui è inciso "Lift up your eyes and look north, John 3:05.", ovvero “Alza gli occhi e guarda a nord. Giovanni 3:05”.
Il giorno seguente, in Tricia Tanaka è morta, Locke accoglie Kate e Sawyer che ritornano al campo. La ragazza racconta a lui e Sayid del rapimento e del fatto che vuole tornare a salvare Jack. I tre si avventurano quindi nella giungla alla ricerca del dottore, e durante il cammino incontrano Danielle Rousseau.
In Digitare 77, Locke, Rousseau, Kate e Sayid trovano una casa nel mezzo della giungla, sorvegliata da Mikhail, l'uomo con la benda sull'occhio visto in uno dei monitor della stazione Perla.

Rousseau non vuole investigare, mentre gli altri sì e si avvicinano alla casa. Dapprima Mikhail si dimostra ostile e spara a Sayid a una spalla. L'uomo viene però subito disarmato da Kate e Locke e rivela di essere l'ultimo sopravvissuto del Progetto DHARMA.
Locke trova un computer con un gioco di scacchi ma Mikhail cerca di dissuaderlo dal giocare: in tanti anni non è mai riuscito a battere il computer. Mentre Locke gioca a scacchi Mikhail, rivelatosi uno degli Altri, aggredisce Kate e Sayid che riescono però a renderlo inoffensivo e a legarlo. Locke continua a giocare, Kate e Sayid invece, avendo trovato una botola nel pavimento, scendono in quella che pare essere una cantina ma che in realtà è un'altra stazione: la Fiamma.
Locke vince la partita con il computer scoprendo un menu segreto che pare mettere in comunicazione la stazione con il mondo esterno. In caso di attacco da parte degli Ostili l'opzione da scegliere è la 7-7. Prima che Locke possa inserire le due cifre Mikhail compare alle sue spalle e lo cattura puntandogli un coltello alla gola.
Kate e Sayid nel frattempo hanno catturato Bea Klugh, ma quando escono all'aperto si trovano davanti Mikhail che li minaccia con una pistola.

Bea e Mikhail parlano in russo, la donna ordina qualcosa all'altro e ben presto è chiaro che l'ordine è di ucciderla e quindi di uccidersi entrambi. Mikhail spara quindi alla donna ma, prima che riesca a rivolgere l'arma contro di sé, Locke lo atterra e lo prende prigioniero. Mentre il gruppo lascia la casa, una violenta esplosione distrugge la Fiamma; alle domande degli altri Locke risponde di aver semplicemente inserito il codice 7-7 e Sayid, infuriato, gli dice che ha fatto saltare il C-4 nascosto nel sotterraneo. Assieme al prigioniero, i tre procedono verso il campo degli Altri, della cui esistenza sono venuti a sapere grazie ad una cartina trovata nella stazione.
Mentre il gruppo continua il suo viaggio, in Per via aerea, Mikhail dice loro che non potranno mai capire chi sono gli Altri perché non sono "sulla lista" e spiega che Locke è troppo arrabbiato per esserci, dimostra inoltre di conoscere dettagli personali dei sopravvissuti ma quando sta per rivelare che Locke era paraplegico viene interrotto.

La strada verso il campo degli Altri esce dalla foresta per attraversare una radura circondata da piloni che tracciano una linea, come se si trattasse di un recinto. Locke spinge Mikhail attraverso il recinto attivando così il sistema difensivo a ultrasuoni che causa a Mikhail un'emorragia cerebrale letale. Locke mostra di curarsi poco della rabbia dei compagni per il suo gesto.

Alla ricerca di un modo per oltrepassare il recinto Sayid scopre nello zaino di Locke un "pane" di C-4, preso alla Fiamma, il che dimostra che Locke sapeva dell'esplosivo, nonostante l'avesse negato. Sayid sospetta quindi che l'intento di Locke non sia quello di liberare Jack.
In L'uomo di Tallahassee, raggiunte le baracche, mentre Kate cerca di parlare con Jack, Locke s'intrufola nella stanza da letto di Ben. Poco dopo Alex entra nella stanza e Ben, sotto la minaccia di Locke che è nascosto nell'armadio, le chiede di recuperare lo zaino di Sayid che è stato catturato assieme a Kate. Nello zaino c'è l'esplosivo che Locke intende usare per distruggere il sottomarino degli Altri. I due parlano di come Locke abbia ottenuto nuovamente l'uso delle gambe e del fatto che questo non è successo a Ben a proposito del suo tumore, nonostante Locke sia sull'isola da meno di tre mesi e Ben vi abbia vissuto tutta la vita. L'accusa che Locke rivolge a Ben e la sua gente è di essere dei bari perché comunicano con il mondo esterno. Ben tenta poi, invano, di dissuadere Locke dal suo intento promettendogli informazioni riguardo all'isola e parlandogli di una “scatola magica” che contiene quel che si desidera. Locke fa però esplodere il sottomarino prima che Jack e Juliet lo possano usare per lasciare l'isola e viene quindi catturato. Più tardi Ben lo conduce a vedere “cos'è uscito dalla scatola”: in una stanza si trova, legato e imbavagliato, il padre di Locke.
Il mattino seguente, in Abbandonate, Locke fa visita a Kate, prigioniera in una specie di sala giochi, e le dice che se ne sta andando con gli Altri. Kate non può seguirli a causa dei suoi crimini passati.
In, Il brigantino, si scopre che Locke per diventare uno degli Altri a tutti gli effetti avrebbe dovuto uccidere suo padre. Non avendo il coraggio di farlo, decide di farsi aiutare da Sawyer sotto suggerimento di Richard Alpert. Infatti il padre di Locke era stato il responsabile della morte dei genitori di Sawyer e l'uomo a cui quest'ultimo dava la caccia prima di precipitare sull'isola. Quest'ultimo, dopo avergli mostrato la lettera che scrisse da bambino a lui indirizzata e vedendola strappata come se fosse spazzatura, lo strangola con delle catene. Infine Locke rivela a Sawyer che Juliet è una spia dandogli come prova un registratore.
In L'uomo dietro le quinte, giunto al nuovo accampamento, Locke, con il cadavere del padre in spalla, esorta Ben a mostrargli i segreti dell'isola. Ben rivela che, pur essendo leader degli Altri, prende ordini da qualcuno più grande e importante, il cui nome è Jacob. Locke e Ben raggiungono una capanna, circondata da cenere: il luogo dove vive Jacob. Ben parla con costui, che chiede però aiuto a Locke. Locke, nonostante gli avvertimenti di Ben di non usare alcun tipo di oggetto tecnologico, terrorizzato accende la sua torcia. Jacob, che s'intravede per un istante, butta a terra il tavolo e la lampada a olio, provocando un incendio. Locke e Ben riprendono il viaggio, ma Ben scaraventa Locke nella fossa dei cadaveri del Progetto DHARMA sparandogli un colpo nel petto, preoccupato dal fatto che Locke è in grado di udire la voce di Jacob.
In Attraverso lo specchio, Locke lancia un coltello sulla schiena di Naomi, una dei membri del Kahana ingaggiata da Charles Widmore, per impedire che contattasse la sua nave. Successivamente punta una pistola a Jack invitandolo a non stabilire contatti con la nave. Jack non lo ascolta e Locke non trova il coraggio di sparargli.

### Quarta stagione
In L'inizio della fine, Locke incontra Hurley, che lo mette al corrente dell'avvertimento di Charlie. Riunitosi con il gruppo dei sopravvissuti viene aggredito da Jack, che arriva addirittura a sparargli, ma la pistola è scarica.
John afferma di operare per il bene collettivo e che i "soccorritori" sono lì in realtà per ucciderli; questo provoca la frattura dei sopravvissuti in due gruppi: chi si fida di Jack e dei soccorritori e chi di Locke e dell'avvertimento di Charlie: "not Penny's boat" ("non è la barca di Penny"). Con lui vanno Hurley, la Rousseau con Ben, Alex e Karl, Claire e Sawyer.
Mentre Locke e il suo gruppo si dirigono al villaggio degli Altri incontrano Charlotte, paracadutatasi sull'isola, e la prende prigioniera.

Prima di recarsi al villaggio Locke fa una deviazione, rivelando a Sawyer che sta seguendo le direttive di Walt; "un Walt più alto" commenta sarcasticamente Sawyer. Quando Charlotte tenta di fuggire Ben le spara due colpi al petto, ma la donna porta un giubbotto antiproiettile. Questo non trattiene Locke dal decidere che è ora di farla finita con Ben, ma il capo degli Altri ha ancora frecce al suo arco e rivela di avere una spia sulla barca dei soccorritori.
Locke tiene prigioniero Miles Straume che rivela che la nave è arrivata all'isola con il solo scopo di catturare Ben. Così John stringe un accordo con Ben, il quale rivela informazioni riguardo al finanziatore del gruppo assalitore, Charles Widmore, e torna libero.
Quando la squadra d'incursione dei del Kahana guidata da Martin Keamy attacca il gruppo di Locke e uccide alcuni sopravvissuti allo schianto e la figlia di Ben, quest'ultimo scatena il mostro contro gli incursori. Dopo questo accadimenti, John, Ben e Hurley vanno in cerca della capanna di Jacob per chiedergli il da farsi, mentre Miles, Claire, Aaron e Sawyer tornano verso la spiaggia.
Trovata la capanna, John all'interno incontra Christian Shephard che parla per conto di Jacob; nella capanna, per qualche motivo, c'è anche Claire. Alla domanda "Come faccio a salvare l'isola?" Christian risponderà che è necessario spostarla.
Al fine di spostare l'isola John si reca con Ben nella stazione Orchidea, dove però non potrà fare nulla se non osservare Ben che si reca in una zona segreta della stazione per spostare l'isola, poiché, come gli dice lo stesso Ben, gli è sta detto cosa fare ma non come farlo, e quindi non è compito suo.

Su indicazione di Ben, John lascia l'Orchidea per recarsi dagli Altri e assumerne il comando.
Nell'ultimo episodio della quarta stagione, Casa dolce casa, seconda e terza parte, si scopre che all'interno della bara vista nel finale della terza stagione vi è proprio John Locke.

### Quinta stagione
Locke salva Juliet e Sawyer dai violenti assalitori pronti a tutto per scoprire cosa ci facciano sull'isola.
Dopo che l'isola è stata spostata da Ben, Locke, come gli altri sopravvissuti sparsi nell'isola, è soggetto ai salti temporali. Locke è solo, e assiste all'incidente del Beechcraft appartenente a Yemi, il fratello di Mr. Eko. Quando tenta di raggiungerlo, viene colpito a una gamba da Ethan. Ethan lo interroga, Locke gli risponde di essere stato incaricato da Ben a diventare il nuovo leader degli Altri, ma Ethan non gli crede ma, quando sta per sparargli, Locke è colpito da un altro flash temporale che gli salva la vita. Dopo il flash è trovato da Richard Alpert, che gli cura la ferita alla gamba e gli dice che le indicazioni per trovarlo gliele ha date Locke stesso. Viene così attuato un meccanismo classico della narrazione di fantascienza, noto come il "paradosso della predestinazione". Inoltre Richard informa Locke che al loro prossimo incontro non lo riconoscerà e a tale scopo gli dà una bussola. Quindi gli dice che se vuole salvare l'isola dovrà portare indietro tutti quelli che l'hanno lasciata e, per farlo, dovrà morire.
Successivamente, nel 1954, salva Juliet e Sawyer da alcuni membri degli Altri male intenzionati, tra i quali è presente un giovane Charles Widmore.
Armato della convinzione che l'unico modo per poter salvare tutti e impedire all'isola di saltare nel tempo sia quello di tornare all'Orchidea, Locke si dirige lì con un piccolo gruppo al seguito. Una volta raggiunta la stazione, si troverà a dover nuovamente girare la ruota (in precedenza, già girata da Ben) per poter lasciare l'isola e riportarvi chi l'aveva lasciata. Nella caverna Locke incontra Christian Shephard che lo incita a eseguire questo compito; benché la sua gamba sia fratturata, l'uomo riesce, seppur con difficoltà, a girare la ruota.
In Vita e morte di Jeremy Bentham, Locke, girando la ruota, si ritrova in Tunisia. Charles Widmore lo fa curare e lo affida a Matthew Abaddon, che ha il compito di accompagnarlo a cercare i Sei della Oceanic per convincerli a tornare indietro. John farà visita a Walt, Sayid, Hurley e Kate, ma tutti rifiuteranno di tornare.

Su richiesta di John, Abaddon trova l'attuale residenza di Helen, la donna che avrebbe dovuto sposarlo. Helen è morta e mentre i due lasciano il cimitero qualcuno spara e uccide Abaddon; John fugge in auto ma viene coinvolto in un incidente stradale. Nell'ospedale dove viene curato incontra Jack, ma anch'egli rifiuta di tornare.

La sera John, ritenendo di aver fallito in tutto nella sua vita, tenta di suicidarsi. Il tentativo verrà sventato da Ben, che fa irruzione nella sua stanza d'albergo e lo convince a desistere. L'intento dell'ex leader degli Altri è però solo quello di ottenere un nome, quello di Eloise Hawking, la donna che sa come tornare sull'isola. Una volta carpita questa informazione Ben strangola John e inscena il suicidio.
Sull'isola i sopravvissuti allo schianto del volo Ajira 316 s'interrogano su chi sia il misterioso uomo che non era sull'aereo. L'uomo è John Locke, apparentemente ritornato in vita.

### Sesta stagione

#### 2007
Il corpo senza vita di John Locke verrà trasportato sul volo Ajira 316 e permetterà all'Uomo in nero (conosciuto come "Mostro" dai superstiti) di assumerne le sembianze. Il Mostro sarà costretto a rivelare la propria identità nel momento in cui Ilana e i suoi compagni mostrano agli altri il cadavere di John Locke.

#### Realtà parallela
Nella realtà parallela, in cui il volo Oceanic 815 atterrerà a Los Angeles, John Locke è sempre costretto sulla sedia a rotelle ma è anche sposato con Helen. Incontrerà Jack per la prima volta all'aeroporto e quest'ultimo gli lascerà il suo biglietto da visita, offrendogli un consulto gratuito. Tuttavia, John rimarrà riluttante all'idea di consultarsi con un altro chirurgo, ormai stanco delle illusioni. Successivamente, il suo caporeparto scoprirà del suo viaggio di piacere in Australia e lo licenzierà, anche se poco dopo John incontra casualmente Hugo (proprietario dell'azienda) in un parcheggio, ottenendo la garanzia di riuscire a trovare un impiego. Diventerà perciò sostituto insegnante nella stessa scuola di Benjamin Linus. Verrà travolto da Desmond e per questo finirà in ospedale, dove Jack tenterà nuovamente di convincerlo a operarsi alla spina dorsale, senza successo. Tuttavia, John cambierà idea poco dopo e accetterà di farsi operare da Jack, che riuscirà a guarirlo. Al suo risveglio dopo l'operazione, in John riaffioreranno i ricordi dell'esperienza sull'isola. Deciderà perciò di raggiungere gli altri superstiti alla chiesa, dove si scoprirà che la realtà parallela era una sorta di Purgatorio in cui tutti i personaggi si sarebbero ritrovati. Prima di entrare in chiesa incrocia Ben, che gli rivelerà di essere dispiaciuto del fatto di averlo ucciso. Locke perdonerà Ben, e infine si unirà a tutti i suoi compagni di viaggio, quando la luce comincerà a brillare dentro la cappella.

## Locke e le stazioni del Progetto DHARMA
- scopre il Cigno con Boone in Inseguimento;
- è il secondo dei sopravvissuti a entrare nel Cigno in Uomo di scienza, uomo di fede;
- si pensa che sia lui a scoprire con Mr. Eko la Perla in ?, ma in realtà Nikki e Paulo l'avevano scoperta in precedenza anche se non l'hanno rivelato a nessuno;
- scopre la Fiamma assieme a Kate, Sayid e la Rousseau in Digitare 77;
- causa la distruzione di due delle stazioni: il Cigno e la Fiamma.

## I giochi
Locke ha diverse connessioni con i giochi nel corso della serie:
- insegna a Walt a giocare a Backgammon;
- in un flashback mostra il funzionamento del gioco Mouse Trap a un bambino;
- gioca a Risiko con un collega quando lavora alla fabbrica di scatole e successivamente con Sawyer e Hurley;
- maneggiando la dinamite assieme a Jack gli chiede se ha mai giocato a L'Allegro Chirurgo e, fingendo di aver provocato il contatto elettrico, fa un rumore simile al ronzio del gioco; Jack gli domanda se gli piacciano i giochi e lui risponde affermativamente;
- gioca numerose partite a scacchi contro il computer della stazione Fiamma riuscendo a battere l'avversario virtuale.

## Episodi dedicati a Locke
| Stagione | Titolo italiano                  | Titolo originale                     | Tipo di flash    |
| -------- | -------------------------------- | ------------------------------------ | ---------------- |
| 1        | La caccia                        | Walkabout                            | flashback        |
| 1        | Deus ex machina                  | Deus Ex Machina                      | flashback        |
| 1        | Esodo, seconda parte             | Exodus: Part 2                       | flashback        |
| 2        | Orientamento                     | Orientation                          | flashback        |
| 2        | Chiusura                         | Lockdown                             | flashback        |
| 3        | Ulteriori istruzioni             | Further Instructions                 | flashback        |
| 3        | L'uomo di Tallahassee            | The Man from Tallahassee             | flashback        |
| 3        | Il brigantino                    | The Brig                             | flashback        |
| 4        | Ricerca febbrile                 | Cabin Fever                          | flashback        |
| 5        | Vita e morte di Jeremy Bentham   | The Life and Death of Jeremy Bentham | flashback        |
| 6        | Los Angeles LA X - 1ª e 2ª parte | LA X: Parts 1 & 2                    | realtà parallela |
| 6        | Il sostituto                     | The Substitute                       | realtà parallela |
| 6        | L'ultima recluta                 | The Last Recruit                     | realtà parallela |

## Capacità
Fondamentalmente Locke è un esperto di sopravvivenza: è molto abile nel cacciare e nel seguire le tracce, abilità che protebbero derivargli dal suo passato come scout. Si è dimostrato anche in grado di costruire macchine da guerra simili a catapulte per cercare di sfondare la porta di un bunker ed è un abile disegnatore.
È uno dei pochi nel gruppo in grado di utilizzare le armi da fuoco, sebbene preferisca i coltelli.